# Florín de África Oriental
El florín fue la moneda de las colonias y protectorados británicos del este de África entre 1920 y 1921. Se dividía en 100 centavos. Sustituyó a la rupia de África del este a la par y fue reemplazada por el chelín de África del este, a razón de 2 chelines = 1 florín. El florín fue equivalente a 2 chelines de la libra esterlina.

## Monedas
Debido a su corto período de existencia, se han acuñado muy pocas monedas y, en consecuencia, son escasas en el mercado numismático en la actualidad. 
Las monedas se acuñaron en denominaciones de 1, 5, 10, 25 y 50 centavos y 1 florín, pero, de acuerdo con el Catálogo "Standard Catalog of World Coins" (C. L. Krause & C. Mishler, Krause Publications), las monedas de 50 centavos fueron acuñadas pero nunca fueron puestas en la circulación y sólo el 30% de las numismas de 1, 5 y 10 centavos fueron puestas a circular entre la población.
| Valor       | Año  | Metal        |
| ----------- | ---- | ------------ |
| 1 centavo   | 1920 | Cupro-Níquel |
| 5 centavos  | 1920 | Cupro-Níquel |
| 10 centavos | 1920 | Cupro-Níquel |
| 25 centavos | 1920 | Plata        |
| 50 centavos | 1920 | Plata        |
| 1 florín    | 1920 | Plata        |

## Billetes
La Junta Monetaria de África Oriental emitió billetes en denominaciones de 1, 5, 10, 20, 50, 100 y 500 florines.